# Bernd Schwarzer
Bernd Schwarzer (* 24. Juli 1954 in Weimar) ist ein deutscher Künstler. 
Schwarzers Werke beschäftigen sich mit den Themen Europa, Wiedervereinigung von Ost und West, Weimar sowie Menschenrechte.

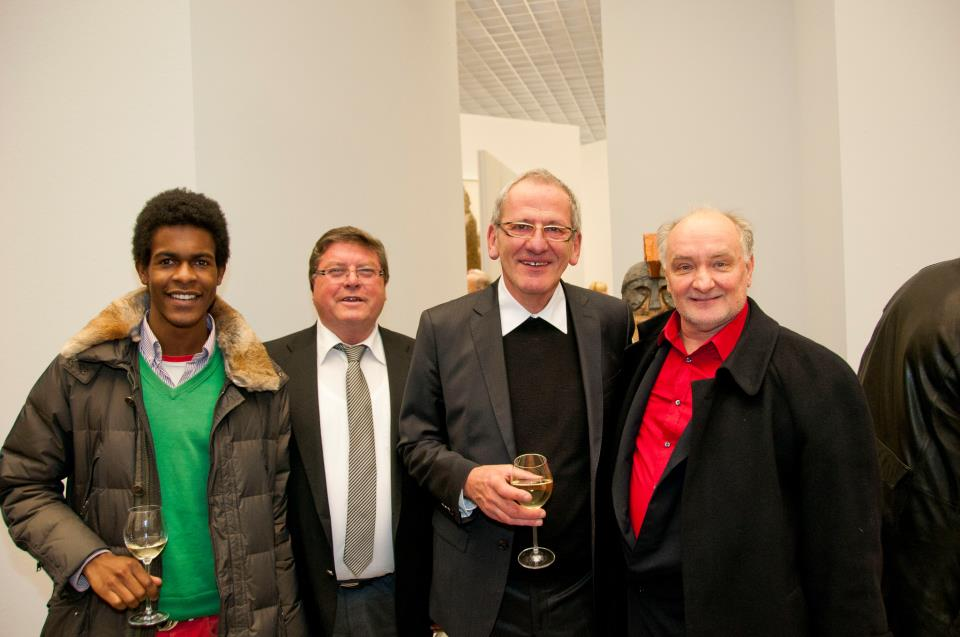
Bernd Schwarzer zusammen mit Museumsdirektor Jürgen Lenssen, CSU-Ratsmitglied Adolf Bauer sowie Freund Jonathan Malila, Museum am Dom Würzburg 2012

## Leben und Werk
Die Familie zog 1959 von Weimar nach Düsseldorf, wo sein Vater als Arzt tätig war. Von 1976 bis 1983 studierte Schwarzer Malerei bei Werner Schriefers an der Kölner Fachhochschule. 1978 begann er ein zweijähriges Studium der Malerei bei Gerhard Hoehme an der Kunstakademie Düsseldorf. Seit 1984 ist Bernd Schwarzer als Maler in Düsseldorf, Köln und Weimar tätig. Er war Meisterschüler bei Werner Schriefers an der Kölner Fachhochschule, Fachbereich Kunst und Design. Im Jahr 2000 war Schwarzer Gastprofessor an der Akademie der Künste der Republik Belarus in Minsk (Meisterklasse).

## Werke in Museen
Schwarzers Werke befinden sich u. a. in folgenden Museen:
- Landesmuseum, Bonn
- Kunsthalle Bremen
- Buffalo AKG Art Museum, Buffalo/New York
- Katholisches Kulturzentrum „Krypta bei den Piaristen“, Krakau
- Museum, Nordhausen
- Ludwig-Museum im Russischen Museum, St. Petersburg,
- Koreanisches Nationalmuseum, Seoul
- Georgisches Nationalmuseum, Tiflis
- Museum Búca-Likovic, Tivat
- Albertina, Wien
- Kunsthistorisches Museum Wien, Theseustempel
- Auswärtiges Amt, Berlin
- Museum am Dom (Würzburg), Würzburg
- Palast der schönen Künste (BOZAR), Brüssel

## Ausstellungen
Bernd Schwarzer stellt seine Werke sowohl national als auch international aus. Er gestaltete elf eigene Einzelausstellungen und war an zwölf Gruppenausstellungen beteiligt.
Zu seinen Einzelausstellungen zählen:
- 2024 Europawerk, Osthaus Museum, Hagen
- 2023 Europawerk, Kunstforum, Wien
- 2022 Europawerk, Thessaloniki, Villa Bianca
- 2021 Deutschland Werke und Europa Werke, Galerie an der Zitadelle, Jülich
- 2016 Europa und die Einheit des Seins: Kunst als Wegweiser zum Frieden, WBB GALLERY – Contemporary Pure Art, Zürich
- 2011 Stationen einer künstlerischen Reise, Kunsthandlung Osper, Köln
- 2010 Art from Europe: Bernd Schwarzer in Bejing, Today Art Museum, Peking
- 2009 20 Years of Liberty – Germany Pictures, Al Galerie Budapest
- 2008 Kontrapunkt, Kunsthandlung Osper, Köln
- 2006 Al Galerie, Budapest
- 2004 Europa, Kunsthandlung Osper, Köln
- 2003 Europa – the State Russian Museum, Marble Palace, St. Petersburg

Zu den Gruppenausstellungen gehören:
- 2011 New States of Contemporary Art, Galerie Michael Nolte, Münster
- 2010 Gallery Artists, Galerie Michael Nolte, Münster
- 2009 40 Jahre Galerie Koch-Westenhoff, Galerie Koch-Westenhoff, Lübeck
- 2008 Sammelstücke Collector Works, Galerie & Edition Bode GmbH, Nürnberg
- 2006 Objekte und Skulptur, Kunstverein Kreis Gütersloh e.V., Gütersloh
- 2005 50 Jahre Galerie Koch, Galerie Koch, Hannover
- 2003 Objekte und Skulptur 2003 Galerie Kunsthaus Oberkassel / Artobes, Düsseldorf
- 2001 Ausgewählte Grafik, Galerie Koch, Hannover
- 2000 Zinnober, Galerie Koch, Hannover
- 1999 Weimar aus dem Rahmen, Lucas Cranach Galerie, Galerie der Genossenschaft Bildender Künstler Weimar, Weimar